# Roger Des Roches
Roger Des Roches, né à Trois-Rivières, 28 août 1950, est un poète, romancier, auteur de littérature jeunesse et graphiste québécois. Il remporte plusieurs prix, dont le Prix Athanase-David décerné par le gouvernement du Québec en 2013 pour souligner l'ensemble de son œuvre.

## Biographie
Roger Des Roches est né le 28 août 1950 à Trois-Rivières. Il a commencé à écrire à quatorze ans. C'est au début des années 1970 qu'il publie ses premiers recueils de poésie aux éditions Les Herbes rouges, où il publiera presque l'entièreté de son œuvre, soit une quarantaine de livres, ainsi que quelques titres chez Québec Amérique et aux Éditions La Courte Échelle. Parmi ses influences, Des Roches évoque Denis Vanier, Nicole Brossard, Henri Vernes, Paul Verlaine, les surréalistes, la science-fiction, les romans d'horreurs américains (en particulier ceux de Stephen King), le rock'n'roll, le punk et le métal,,.  
Parallèlement à sa pratique poétique, il œuvre dans les milieux de l'édition et de l'imprimerie. Il est le cofondateur, avec Louis-Philippe Hébert, de la société d'informatique Logidisque, fondée en 1982, ainsi que des Éditions Logiques, fondées en 1987,. En 1999, il fonde SÉRIFSANSÉRIF, firme qui offre aux éditeurs québécois des services d'infographie, de rédaction et de conception publicitaire. 
L’écriture poétique de Des Roches est faite « de mots-valises, de détournements de langage et de sens, d'amalgames » , « changements du sexe des mots, hérésie de ponctuation pour créer des effets de rythme » le tout avec des « accents surréalistes », . Son œuvre a été largement acclamée et récompensée. Il a été finaliste au Prix Émile-Nelligan en 1982, 1984 et 1985. En 1992 et 1993, il reçoit le Grand Prix de poésie du Journal de Montréal et il est finaliste aux Prix du Gouverneur Général pour son recueil de poésie La Réalité.  En 2001, il remporte le Grand prix du Festival international de la poésie de Trois-Rivières pour Nuit, penser.  Pour son recueil dixhuitjuilletdeuxmillequatre, rédigé à la suite du décès de sa mère, il se mérite le Prix de poésie Terrasses-Saint-Sulpice de la revue Estuaire en 2008, ainsi que le premier Prix Chasse-Spleen,. En 2013 il remporte le Prix Athanase-David « pour son œuvre remarquable et la qualité exceptionnelle de sa contribution au développement culturel de la société québécoise »,. Au début des années 2000, il se lance dans la littérature jeunesse « en réponse à un défi fait avec la bibliothécaire de l'école de sa fille, où il est bénévole ». Il publie ainsi son premier roman jeunesse, Marie Quatre Doigts en 2002, lequel est finaliste aux Prix du Gouverneur Général en 2003.
Roger Des Roches fait partie de l'Union des écrivaines et des écrivains québécois.

## Œuvres

### Poésie
- Corps accessoires - poèmes, Montréal, Éditions du Jour, coll. « Les Poètes du jour » no M-23, c. 1970, 55 p.  (ISBN 978-2-920051-02-7)
- L'Enfance d'yeux, suivi de Interstice, Montréal, Éditions du Jour, coll. « Les Poètes du jour » no M-38, 1972, 118 p.
- Les Problèmes du cinématographe, Montréal, Les Herbes rouges no 8, 1973, 30 p.
- Space-opéra (sur-exposition), Montréal, Les Herbes rouges no 15, 1973, 28 p.
- La Publicité discrète, Montréal, Les Herbes rouges no 25, 1975, 25 p.
- Le Corps certain, Montréal, Les Herbes rouges no 30, 1975, 23 p.
- Autour de Françoise Sagan indélébile (poèmes et proses 1969-1971), L'Aurore, coll. « Lecture en vélocipède » no 15, 1975, 97 p.  (ISBN 0885320573)
- La Vie de couple, Montréal, Les Herbes rouges no 50-51, 1977, 62 p.
- La Promenade du spécialiste, Montréal, Les Herbes rouges no 50-51, 1977, 23 p.
- Tous, corps accessoires... (poèmes et proses 1969-1973), Montréal, Les Herbes rouges, coll. « Enthousiasme » no 2, 1977, 296 p.  (ISBN 978-2-920051-02-7)
- L'Imagination laïque, Montréal, Les Herbes rouges, coll. « Lecture en vélocipède » no 29, 1982, 80 p.  (ISBN 978-2-920051-11-9)
- Poème, attention, suivi de Deuxième poème, Montréal, Les Herbes rouges no 128, 1984, 40 p.  (ISBN 2892720133)
- Le Soleil tourne autour de la Terre, Montréal, Les Herbes rouges, 1985, 80 p.  (ISBN 978-2-920051-23-2)
- Tout est normal, tout est terminé, Montréal, Les Herbes rouges no 160, 1986  (ISBN 2892720397)
- 20 ans, Montréal, Les Herbes rouges, no 168-169, 1988, 81 p.  (ISBN 2892720451)
- La Réalité, Montréal, Les Herbes rouges, 1992, 72 p.  (ISBN 978-2-89419-025-8)
- Le Propriétaire du présent, Montréal, Les Herbes rouges, 1996, 92 p.  (ISBN 978-2-89419-091-3)
- Le Cœur complet (poésie et prose 1974-1982), Montréal, Les Herbes rouges, coll. « Enthousiasme » no 8, 2000, 352 p.  (ISBN 978-2-89419-138-5)
- Nuit, penser, Montréal, Les Herbes rouges, 2001, 64 p.  (ISBN 978-2-89419-178-1)
- dixhuitjuilletdeuxmillequatre, Montréal, Les Herbes rouges, 2008, 56 p.  (ISBN 978-2-89419-279-5)
- Le nouveau Temps du verbe être, Montréal, Les Herbes rouges, 2011, 70 p.  (ISBN 978-2-89419-317-4)
- La Cathédrale de tout, Montréal, Les Herbes rouges, 2013, 80 p.  (ISBN 978-2-89419-347-1)
- Le Corps encaisse, Montréal, Les Herbes rouges, 2015, 88 p.  (ISBN 9782894194942)
- Faire crier les nuages, Montréal, Les Herbes rouges, 2017, 196 p.  (ISBN 9782894196182)

### Prose
- L'observatoire romanesque, Montréal, Les Herbes rouges no 77, 1979, 29 p.
- Pourvu que ça ait mon nom , en collaboration avec Normand de Bellefeuille, Montréal, Les Herbes Rouges, coll. « Lecture en vélocipède » no 23, 1979, 71 p.  (ISBN 2920051040)
- Les Lèvres de n'importe qui, Montréal, Les Herbes rouges no 70, 1978, 31 p.

### Romans
- Reliefs de l'arsenal, Montréal, Les Herbes Rouges, coll. « Écrire », 1974, 71 p.  (ISBN 2892720281)
- La Jeune Femme et la pornographie, Montréal, Les Herbes rouges, 1991  (ISBN 289419000X)
- Le Rêve, Montréal, Montréal, Les Herbes rouges, 1997, 76 p.  (ISBN 2-89419-107-3)
- Le Retour: la rédemption de Rose, Trois-Pistoles, Éditions Trois-Pistoles, coll. « Grand tirage », 1999, 420 p. (d'après le téléroman éponyme d'Anne Boyer et Michel d'Astous)  (ISBN 2-921898-69-1)

### Littérature d'enfance et de jeunesse

#### Poésie
- Le Verbe cœur, Montréal, La Courte Échelle, coll. « Poésie », 2002, 35 p.  (ISBN 2-89021-592-X)

#### Romans jeunesse

##### SérieMarie Quatdoigts
- Marie Quatdoigts tome 1, Montréal, Québec Amérique, coll. « Bilbo jeunesse », 2002, 108 p.  (ISBN 2-7644-0167-1)
- Marie Quatdoigts tome 2, Les Idées noires d'Amélie Blanche, Montréal, Québec Amérique, coll. « Bilbo jeunesse », 2003  (ISBN 9782764402757)

##### Autres romans jeunesse
- La Vie cachée d'Éva, Montréal, Québec Amérique, coll. « Bilbo jeunesse », 2004, 247 p.  (ISBN 2-7644-0367-4)
- Les fantômes bleus sont les plus malheureux, Montréal, Québec Amérique, coll. « Bilbo jeunesse », 2005, 301 p.  (ISBN 2-7644-0427-1)
- Les Cruels Remords de Robert, Montréal, Québec Amérique, coll. « Bilbo jeunesse », 2006, 295 p.  (ISBN 2-7644-0463-8)
- Boîtàmémoire, Montréal, La Courte Échelle, 2015

## Prix et honneurs
- 1992 - Lauréat du Prix littéraires du Journal de Montréal pour La Réalité[17]
- 1993 - Finaliste au Prix du Gouverneur général pour La Réalité[18]
- 2001 - Lauréat du Grand Prix du Festival international de la poésie pour Nuit, penser[19]
- 2003 - Finaliste au Prix du Gouverneur général pour Marie Quatdoigts[20]
- 2003 - Palmarès Communication-Jeunesse des livres préférés des jeunes, Troisième position, Marie Quatdoigts
- 2004 - Palmarès Communication-Jeunesse des livres préférés des jeunes, Première position, Les idées noires d'Amélie Blanche
- 2005 - Palmarès Communication-Jeunesse des livres préférés des jeunes, Troisième position, La vie cachée d'Éva
- 2006 - Palmarès Communication-Jeunesse des livres préférés des jeunes, Troisième position, Les fantômes bleus sont les plus malheureux
- 2007 - Finaliste au Prix littéraire Hackmatack - Le choix des jeunes pour Les fantômes bleus sont les plus malheureux[21]
- 2008 - Lauréat du Prix Chasse-Spleen de la poésie pour Dixhuitjuilletdeuxmillequatre[22]
- 2009 - Lauréat du Prix de la bande à Mœbius pour Le nouveau temps du verbe être[23]
- 2009 - Lauréat du Prix de poésie Terrasses Saint-Sulpice de la revue Estuaire pour Dixhuitjuilletdeuxmillequatre[24]
- 2012 - Lauréat du Prix d'excellence de la SODEP - Prix de création[25]
- 2013 - Lauréat du Prix Athanase-David pour l'ensemble de son œuvre[26]
- 2014 - Finaliste au Prix de poésie des collégiens pour La cathédrale de tout[27]
- 2015 - Lauréat du Grand Prix du Festival international de la poésie pour Le corps encaisse[28]